# Agromyza flavisquama
Agromyza flavisquama este o specie de muște din genul Agromyza, familia Agromyzidae, descrisă de Malloch în anul 1914.
Este endemică în Taiwan. Conform Catalogue of Life specia Agromyza flavisquama nu are subspecii cunoscute.